# 科氏真鯊
光背真鲨（學名：Carcharhinus coatesi），為軟骨魚綱板鰓亞綱真鯊目真鲨科的其中一種。分布於東印度洋至西太平洋海域，包括澳洲及巴布亞紐幾內亞，深度0至123公尺，本魚體延長成紡錘型，鼻短且圓鈍，眼大具有瞬膜，上顎牙呈斜刃狀，有鋸齒，具五對鰓裂，背鰭2個，第一背鰭中等高度，略呈鐮刀形，其起點位於胸鰭尖端的前面，第二背鰭較小，呈寬三角形，高度為第一背鰭高度的 28-37%，體色背面淡褐色至灰色，腹面白色，第二背鰭的上部三分之一至三分之二處有一個黑色斑點，體長可達87公分，壽命可達7年，棲息在沿岸底層水域，屬肉食性，胎生，雌魚每次可產下1至3尾幼魚，生活習性不明，偶會被捕蝦船捕獲，魚肉和魚翅可食用。